# Wolf Johannes Müller

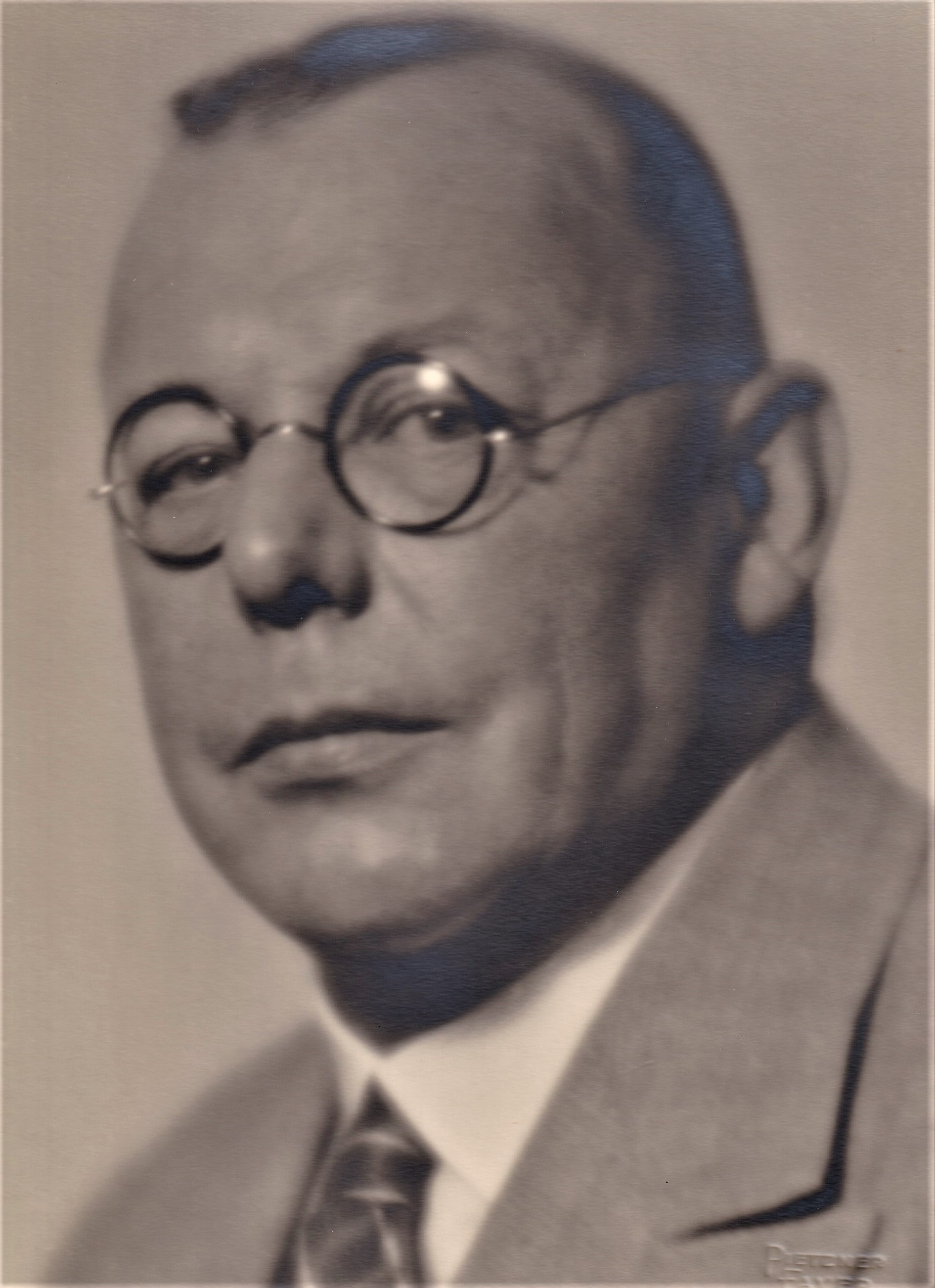
Wolf Johannes Müller

Wolf Johannes Müller (* 8. Juli 1874 in Olten (unsicher); † 9. Dezember 1941 in Wien) war ein Schweizer Chemiker (Physikalische Chemie, Organische Chemie).
Müller war ein Sohn des Ingenieurs Karl Müller und ein Enkel des Physikers und Mathematikers Johann Heinrich Jacob Müller. Er wuchs in Freiburg im Breisgau auf und studierte Chemie, Physik und Mathematik an den Universitäten Strassburg und Freiburg im Breisgau, an der er 1897 promoviert wurde (Über einige neue Derivate des o-Methylchinolins). Danach war er bei Jacobus Henricus van ’t Hoff in Berlin und in Leipzig und ab 1898 Assistent von Johann Wilhelm Hittorf an der Universität Münster. Dort kam er zuerst mit seinem Forschungsthema der Passivierung von Metallen in Berührung. Er war bei Svante Arrhenius in Stockholm und ab 1900 wieder in Freiburg, wo er sich im Labor von Ludwig Gattermann mit organischer Chemie befasste und sich 1900 habilitierte. Danach war er Lehrer an der städtischen Chemieschule in Mülhausen und ab 1906 Privatdozent und ab 1909 Professor an der Universität Basel. Ab 1911 leitete er das Labor für Anorganische Chemie von Bayer in Leverkusen. 1926 wurde er, als Nachfolger von Hans Jüptner von Jonstorff, Professor an der TH Wien. Zunächst hatte er den Lehrstuhl für anorganische Chemietechnik und später zusätzlich für Chemie der Brennstoffe.
Bei Bayer entwickelte er ein Verfahren, Schwefelsäure aus Gips herzustellen, wobei als Nebenprodukt Zement anfiel. Gips (das bei Bayer bei der Phenol-Produktion anfiel) wurde dabei bei 1200 Grad Celsius mit Ton und Kohle umgesetzt. Es erlangte Bedeutung nach Weiterentwicklung durch Kühne (Müller-Kühne-Verfahren).
Er ist besonders für Forschungen zur Passivierung von Metallen bekannt. Die natürliche Bildung einer dünnen Schutzschicht gegen Korrosion war bei einigen unedlen Metallen schon länger bekannt und erste Erklärungsansätze stammten von Michael Faraday. Müller entwickelte daraus gestützt auf elektrochemische Untersuchungen eine Bedeckungstheorie zur Erklärung des Phänomens.
1936 wurde er korrespondierendes Mitglied der Wiener Akademie der Wissenschaften.

## Schriften
- Die Bedeckungstheorie der Passivität der Metalle und ihre experimentelle Begründung. Verlag Chemie, Berlin 1933.
- mit Ernst Graf: Kurzes Lehrbuch der Technologie der Brennstoffe. Deuticke, Wien 1939.